# Carlos F. Barbas III
Carlos F. Barbas III (5 de noviembre de 1964 - 24 de junio de 2014) fue profesor de la cátedra Janet y Keith Kellogg II y químico del Instituto de Investigación Scripps. Barbas desarrolló nuevas terapias contra el VIH-1 y algunos tipos de cáncer que se sometieron a ensayos clínicos.

## Primeros años de vida y educación
Barbas nació el 5 de noviembre de 1964 y se crio en St. Petersburg, Florida. Al cabo de unos años, Barbas se interesó por las asignaturas de física y química y se graduó en el Eckerd College con honores. En 1989, terminó su doctorado en Química Orgánica con Chi-Huey Wong en la Universidad de Texas A&M.

## Carrera profesional
De 1981 a 1991, Barbas inició estudios postdoctorales con Stephen J. Benkovic en la Universidad Estatal de Pensilvania, y comenzó a investigar con Richard Lerner en el Instituto de Investigación Scripps. De 1991 a 1995, fue profesor adjunto en el departamento de biología molecular de Scripps, donde sus estudios se centraron en el desarrollo de nuevas terapias contra enfermedades humanas con ayuda de la química orgánica sintética, la biología molecular y los campos de la medicina. De 1995 a 2000 fue profesor asociado en Scripps. Desde 1997 hasta abril de 2001, Barbas dedicó sus esfuerzos a Prolifaron LLC como cofundador. El objetivo principal de la fundación de esta empresa es convertir sus investigaciones sobre anticuerpos en nuevas terapias con la nueva tecnología. De 2002 a junio de 2008, fundó de forma privada otra empresa llamada CovX, especializada en la investigación de bioterapias. En 2008, Barbas fundó Zynegenia, una empresa de bioterapias. Esta vez, Barbas se dedicó a desarrollar la próxima generación de medicamentos con la ayuda de los anticuerpos inventados en sus investigaciones.

## Investigación
Barbas desarrolló el primer manual de laboratorio de fagos de anticuerpos con sus colegas de Scripps. La visualización de fagos es la técnica más sencilla para estudiar las interacciones entre diversas formas de proteínas con las bacterias infectadas por virus. Con la ayuda de esta técnica, se pueden realizar más estudios sobre las operaciones en una parte específica de los genes humanos. Creó las herramientas ZF con Jeff Mandell en Scripps. Las proteínas de dedo de zinc (ZFP) pueden dirigirse a zonas específicas de las secuencias de ADN, lo que ayuda a los investigadores a identificar los lugares concretos de cualquier secuencia de ADN de forma eficaz con ZF Tools. Creó los primeros anticuerpos catalíticos comerciales del mundo. Los anticuerpos catalíticos son capaces de realizar las tareas diseñadas por los investigadores en el cuerpo, lo que ayuda a los investigadores a comprender los mecanismos de la zona concreta en el cuerpo humano para desarrollar nuevos fármacos. Barbas y sus colaboradores de Scripps inventaron los conjugados anticuerpo-fármaco para ayudar a crear nuevas terapias que puedan dirigirse a tipos celulares específicos. Estos anticuerpos se programan con métodos químicos y se especializan en tratamientos de enfermedades crónicas por su capacidad de dirigirse a sitios concretos con precisión. Estudió la reacción Hajos-Eder-Sauer-Wiechert y desarrolló teorías sobre la organocatálisis basadas en los estudios de los anticuerpos aldolasa con L-Prolina. Encontró la similitud entre la reacción de Hajos-Eder-Sauer-Wiechert y la función de canalización mecánica ocurrida en los anticuerpos aldolasa e investigó sobre la diferencia entre la eficiencia. Tras investigar las bibliotecas de ácidos nucleicos, hizo hincapié en las funciones de los trifosfatos de nucleótidos y se le ocurrió la idea de crear las enzimas de ADN que pueden proporcionar estudios de selección de ADN in vitro. También desarrolló nuevas terapias que pueden dirigirse al VIH-1 y a algunos tipos de cáncer y las sometió a ensayos clínicos.
A partir de 2021, Barbas tiene un índice h de 138 según Google Scholar y de 112 según Scopus

## Premios
De 1992 a 1995, Barbas obtuvo la beca de la Fundación Americana para la Investigación del Sida. Desde 2003, Barbas es un investigador altamente citado por el ISI. En 2009, Barbas ha sido galardonado con numerosos premios. El New York Times informó de que "recibió el Premio al Investigador del Instituto de Investigación del Cáncer, el Premio Presidencial al Desafío de la Química Verde, el Premio Arthur C. Cope Scholar de la Sociedad Química Americana, el Premio Pionero del Director de los Institutos Nacionales de Salud (NIH) y el Premio Tetrahedron al Investigador Joven en Química Bioorgánica y Medicinal". En 2014, ganó el premio de la Fundación Americana para la Investigación del SIDA y fue elegido miembro de la Asociación Americana para el Avance de la Ciencia y de la Academia de Microbiología.

## Muerte
A Barbas se le diagnosticó un cáncer medular de tiroides y falleció el 24 de junio de 2014.